# Хав'єр Пасторе
Хав'єр Пасторе (ісп. Javier Pastore, нар. 20 червня 1989, Кордова) — аргентинський футболіст, півзахисник.

## Клубна кар'єра

### «Тальєрс»
Вихованець юнацької команди футбольного клубу «Тальєрес».
У дорослому футболі дебютував 2007 року виступами за команду клубу «Тальєрес», в якій провів один сезон, взявши участь лише у 5 матчах чемпіонату.

### «Уракан»
Своєю грою за цю команду привернув увагу представників тренерського штабу клубу «Уракан», до складу якого приєднався 2008 року. Відіграв за команду з Буенос-Айреса наступний сезон своєї ігрової кар'єри. Більшість часу, проведеного у складі «Уракана», був основним гравцем команди.

### «Палермо»
2009 року перебрався до Італії, уклавши контракт з клубом «Палермо», у складі якого провів наступні два роки своєї кар'єри гравця. Граючи у складі «Палермо» також здебільшого виходив на поле в основному складі команди.

### «Парі Сен-Жермен»
До складу клубу «Парі Сен-Жермен» приєднався 2011 року.

## Виступи за збірну
2009 року дебютував в офіційних матчах у складі національної збірної Аргентини. Наразі провів у формі головної команди країни 13 матчів.
У складі збірної був учасником чемпіонату світу 2010 року у ПАР, а також домашнього розіграшу Кубка Америки 2011 року.
| Дата       | Місто                 | Господарі  | Результат             | Гості      | Турнір                          | Голи | Примітки |
| ---------- | --------------------- | ---------- | --------------------- | ---------- | ------------------------------- | ---- | -------- |
| 24/05/2010 | Буенос-Айрес          | Аргентина  | 5 – 0                 | Канада     | товариський матч                | -    |          |
| 22/06/2010 | Полокване             | Греція     | 0 – 2                 | Аргентина  | ЧС 2010 - 1-й етап              | -    |          |
| 27/06/2010 | Йоганнесбург          | Аргентина  | 3 – 1                 | Мексика    | ЧС 2010 - 1/8 фіналу            | -    |          |
| 03/07/2010 | Кейптаун              | Аргентина  | 0 – 4                 | Німеччина  | ЧС 2010 - чвертьфінал           | -    |          |
| 08/10/2010 | Сайтама               | Японія     | 1 – 0                 | Аргентина  | товариський матч                | -    |          |
| 17/11/2010 | Доха                  | Аргентина  | 1 – 0                 | Бразилія   | товариський матч                | -    |          |
| 09/02/2011 | Женева                | Аргентина  | 2 – 1                 | Португалія | товариський матч                | -    |          |
| 30/03/2011 | Сан-Хосе (Коста-Рика) | Коста-Рика | 0 – 0                 | Аргентина  | товариський матч                | -    |          |
| 11/07/2011 | Кордова               | Аргентина  | 3 – 0                 | Коста-Рика | Копа Америка 2011 - 1-й етап    | -    |          |
| 16/07/2011 | Санта-Фе              | Аргентина  | 1 – 1 д.ч. (5-6 п.п.) | Уругвай    | Копа Америка 2011 - чвертьфінал | -    |          |
| 02/09/2011 | Колката               | Венесуела  | 0 – 1                 | Аргентина  | товариський матч                | -    |          |
| 11/10/2011 | Пуерто-ла-Крус        | Венесуела  | 1 – 0                 | Аргентина  | Відбір до ЧС 2014               | -    |          |
| 11/11/2011 | Буенос-Айрес          | Аргентина  | 1 – 1                 | Болівія    | Відбір до ЧС 2014               | -    |          |
| Усього     |                       | Матчів     | 13                    |            | Голів                           | 0    |          |

## Досягнення
- Чемпіон Франції: 2012-13, 2013-14, 2014-15, 2015-16, 2017-18
- Володар Кубка Франції : 2014-15, 2015-16, 2016-17, 2017-18
- Володар Кубка французької ліги: 2013-14, 2014-15, 2015-16, 2016-17, 2017-18
- Володар Суперкубка Франції: 2013, 2014, 2015, 2016, 2017
- Срібний призер Кубка Америки: 2015, 2016

- Найкращий молодий гравець року в Італії: 2010